# 霍利森冰川
72°2′S 8°51′E / 72.033°S 8.850°E
霍利森冰川（英語：Hålisen Glacier）是南極洲的冰川，位於毛德皇后地的阿斯特里德公主海岸，處於庫爾策山脈地區，由挪威製圖師根據該國探險隊的測量和拍攝的空中照片繪入地圖，現時由南極條約體系管理。